# 4 Hero
4hero es un grupo de música electrónica de Dollis Hill, en el noroeste de Londres, compuesto por los productores Mark 'Marc Mac' Clair y Dennis 'Dego' McFarlane. Son considerados como uno de los grupos pioneros del jungle hacia principios de los años 90, habiendo contribuido a consolidar la escena drum and bass hacia mitad de esa década. Desde su álbum 'Creating Patterns' podría decirse que su estilo se orienta más hacia el acid jazz y el downtempo.
Mark 'Marc Mac' Clair & Dennis 'Dego' McFarlane no solo han publicado bajo el nombre 4 Hero, sino que también lo han hecho bajo toda otra serie de alias durante los años.

## Discografía
- In Rough Territory (1991)
- Parallel Universe (1995)
- Two Pages (1998)
- Two Pages Remixed (1998)
- Two Pages Reinterpretations (1999)
- Creating Patterns (2001)
- The Remix Album (2004)
- Brazilika (2006)
- Play with the Changes (2007)
- Extensions (2009)